# Rowley (Iowa)
Rowley – miasto w Stanach Zjednoczonych, w stanie Iowa, w hrabstwie Buchanan. W 2000 roku liczyło 290 mieszkańców.